# Stutz Vertical Eight
La Vertical Eight è un'autovettura di lusso prodotta dalla Stutz dal 1926 al 1935.

## Storia

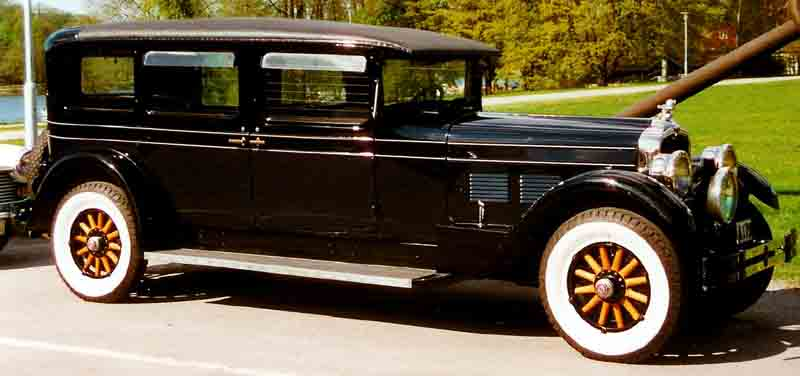
Una Stutz Vertical Eight AA berlina del 1927

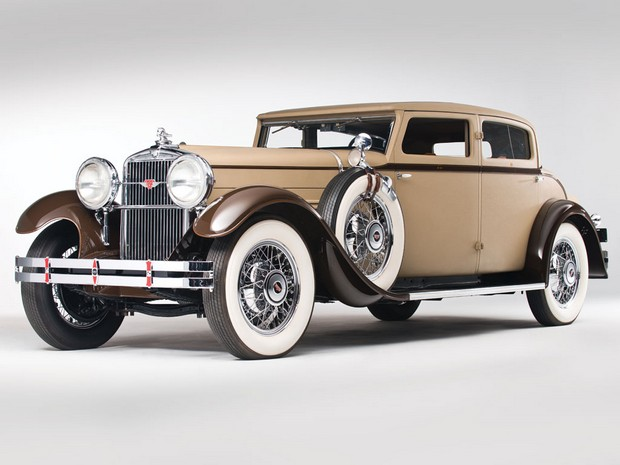
Una Stutz Vertical Eight SV16 roadster del 1930

La prima versione della vettura, che venne denominata AA, debuttò nel 1926. Aveva una meccanica molto moderna. In particolare, era fornita di freni idraulici e di un telaio all'avanguardia. Il motore era a otto cilindri in linea con doppia accensione. Sebbene la carrozzeria fosse piuttosto pesante, la Vertical Eight era tra le vetture più veloci del mercato statunitense, battuta solo dalle Duesenberg.
Nel 1927 debuttò la nuova versione, che fu denominata BB. Era dotata di un motore più grande. Quest'ultimo fu ampliato nuovamente due anni dopo. Nel 1931 debuttò invece la DV-16, che era caratterizzata da un motore a quattro valvole per cilindro e da una distribuzione a doppio albero a camme in testa. La vecchia versione continuò ad essere commercializzata con il nome di E-16.
Durante la Grande depressione le vendite diminuirono drasticamente, e quindi il modello uscì di produzione nel 1935. L'anno successivo fallì invece la Stutz.
La Vertical Eight partecipò con un discreto successo alle competizioni automobilistiche. Si piazzarono al secondo posto alla 24 Ore di Le Mans del 1928 ed al decimo posto alla 500 Miglia di Indianapolis del 1930.

## Caratteristiche tecniche
| Modello | Motore                                       | Cilindrata | Potenza | Alimentazione       |
| ------- | -------------------------------------------- | ---------- | ------- | ------------------- |
| AA      | Otto cilindri in linea monoalbero 16 valvole | 4.736 cm³  | 92 hp   | Doppio carburatore  |
| BB      | Otto cilindri in linea monoalbero 16 valvole | 4.893 cm³  | 110 hp  | Doppio carburatore  |
| SV-16   | Otto cilindri in linea monoalbero 16 valvole | 5.277 cm³  | 113 hp  | Carburatore singolo |
| DV-32   | Otto cilindri in linea bialbero 32 valvole   | 5.277 cm³  | 156 hp  | Carburatore singolo |